# زمین‌لرزه ۲۰۰۲ بوریکا
زمین‌لرزه بوریکا  در تاریخ ۳۱ ژوئیه ۲۰۰۲ میلادی، برابر با ‎۹ مرداد ۱۳۸۱، ساعت ۰:۱۶:۴۴ به زمان یوتی‌سی در پاناما رخ داد. ژرفای این زلزله ۲۰ کیلومتر بود، و بزرگی آن ۶٫۵ در مقیاس Mw و بیشینهٔ شدت آن در مقیاس مرکالی VII اعلام شده‌است. زمین‌لرزه به وقت محلی در روز سه‌شنبه، ساعت ۱۸ روی داده و منطقه زمانی آن یوتی‌سی -۶ بوده‌است .
سازمان زمین‌شناسی آمریکا نیز رومرکز این زمین‌لرزه را در مختصات ۷°۵۵′۴۴″شمالی ۸۲°۴۷′۳۵″غربی / ۷٫۹۲۹°شمالی ۸۲٫۷۹۳°غربی و ژرفای آنرا در ۱۰ کیلومتر گزارش کرده‌است. بزرگی برگزیدهٔ این سازمان از میان بزرگیهای محاسبه‌شدهٔ مختلف ۶٫۵ در مقیاس Mw بوده و از دید اثر، در میان چهار دسته‌بندی «نامحسوس»، «محسوس»، «زیان‌آور» یا «با تلفات»، زلزله را «با تلفات» اعلام کرده‌است.چندین ساختمان در زمین‌لرزه خراب و شمار بسیاری آسیب دیده‌است.
پروژهٔ «تنسور گشتاور مرکزوار» زاویه‌های (راستا، شیب، ریک) گسل سازندهٔ زمین‌لرزه و صفحه عمود بر آنرا (°۲۶۰، °۷۳، °۱-) یا (°۳۵۰، °۸۹، °۱۶۳-) و نوع گسل را «امتدادلغز» فرارسانده‌است.
زمین‌لرزه هیچ کشته‌ای نداشته و شمار زخمیان ۱۵ نفر برآورده شده‌است.